# Олд Кристианс
«Олд Кристианс» (исп. Old Christian Club, в пер. на русск. «Клуб Старых Христиан») — уругвайский регбийный клуб, выступающий в национальном чемпионате. Команда выступает в синем и белом цветах. Домашние игры регбисты проводят на арене «Кампо Сан Патрисио».
Принципиальными соперниками «Олд Кристианс» являются — «Караско Поло» и «Олд Бойз».

## История
Олд Кристианс был основан в 1962 году учениками колледжа Stella Maris, одних из лучших школ Монтевидео. Олд Кристианс по началу была создана как регбийный клуб, но после создала секции хоккея и превратилась в спортивный клуб.

### Авиакатастрофа в Андах
13 октября 1972 года, в пятницу, турбовинтовой самолёт FH-227 уругвайских ВВС вёз через Анды команду по регби «Олд Кристианс» из Монтевидео, Уругвай, на матч в столицу Чили Сантьяго.
Полёт начался накануне, 12 октября, когда рейс вылетел из аэропорта Карраско, но из-за плохой погоды самолёт приземлился в аэропорту города Мендоса, Аргентина и остался там на ночь. Самолёт не смог напрямую вылететь в Сантьяго из-за погоды, поэтому пилотам пришлось лететь на юг параллельно горам Мендосы, затем повернуть на запад, после чего следовать на север и начать снижение на Сантьяго после прохождения Курико.
Когда пилот сообщил о прохождении Курико, авиадиспетчер разрешил снижение на Сантьяго. Это было фатальной ошибкой. Самолёт влетел в циклон и начал снижение, ориентируясь только лишь по времени. Когда циклон был пройден, стало ясно, что они летят прямо на скалу и возможности уйти от столкновения нет. В результате самолёт зацепил хвостом вершину пика. Вследствие ударов о скалы и землю машина потеряла хвост и крылья. Фюзеляж катился на огромной скорости вниз по склону, пока не врезался носом в глыбы снега. Место падения — 34°45′54″ ю. ш. 70°17′11″ з. д. (провинция Мендоса).

### Успехи во внутренней арене
Несмотря на то, что клуб является одним  из самых молодых клубов Монтевидео, Олд Кристианс добилась заметного успеха во внутренней арене, выиграв свой первый титул через шесть лет после создания. С тех пор клуб является одним из лучших регбийных клубов регби страны, став чемпионом 16 раз. С 2010 года клуб организует турнир по регби-7 Севен Ноктурно, в которым участвуют аргентинские и уругвайские клубы. В этом турнире Олд Кристианс стал чемпионом в 2011 и 2012 годах.

## Достижения
- Чемпионат Уругвая по регби
  - Победитель (18): 1968, 1970, 1973, 1976, 1977, 1978, 1979, 1980, 1982, 1984, 1985, 1986, 1987, 1988, 1989, 2007, 2015, 2016, 2017, 2019.

## Известные игроки
- Роберто Канесса
- Нандо Паррадо